# ماثيو شيلدون
ماثيو شيلدون (بالإنجليزية: Matthew Sheldon) (23 أغسطس 1992 في الولايات المتحدة - ) هو لاعب كرة قدم أمريكي في مركز الدفاع. لعب مع Orange County SC ‏.

## وصلات خارجية
- ماثيو شيلدون على موقع قاعدة بيانات كرة القدم.إي يو (الإنجليزية)
- ماثيو شيلدون على موقع Soccerway.com (الإنجليزية)